# Четврта влада Аврама Петронијевића
Влада Аврама Петронијевића (1844–1852) је најдужа влада у историји Србије, после ње је друга најдужа Влада Илије Гарашанина (1861–1867).
Књажески представник и попечитељ иностраних дела Аврам Петронијевић умро је 10. априла 1852.

## Чланови владе
| Функција                                         | Име и презиме      | Детаљи |
| ------------------------------------------------ | ------------------ | --- |
| Књажески представник и попечитељ иностраних дела | Аврам Петронијевић | После његове смрти министри су наставили да обављају своје функције до избора нове Владе, а изабран је привремено нови премијер. |
| Књажески представник и попечитељ иностраних дела | Алекса Јанковић    | заступник, 10/22.4 — 13/25.9.1852.                                                                                               |
| Попечитељ внутрени дела                          | Илија Гарашанин    | |
| Попечитељ правосудија и просвештенија            | Паун Јанковић      | до 23.1/4.2. 1847. |
| Попечитељ правосудија и просвештенија            | Алекса Јанковић    | привремено, до 10/22.3. 1848. |
| Попечитељ правосудија и просвештенија            | Стефан Стефановић  | до 22.7/3.8. 1848. |
| Попечитељ правосудија и просвештенија            | Лазар Арсенијевић  | привремено, до 16/28.11. 1849.                                                                                                   |
| Попечитељ правосудија и просвештенија            | Алекса Симић       | |
| Попечитељ финансија                              | Павле Станишић     | до 23.1/4.2. 1847. |
| Попечитељ финансија                              | Радован Дамњановић | привремено, до 21.8/2.9. 1848.                                                                                                   |
| Попечитељ финансија                              | Паун Јанковић      | |